# Meurtre de Saw Tun Moe
Le meurtre de Saw Tun Moe survient le 17 octobre 2022 lorsque Saw Tun Moe, professeur de lycée, est enlevé et exécuté extrajudiciairement par des militants liés au Conseil administratif d'État de Birmanie. Ce meurtre, déclenché par la carrière de Saw Tun Moe comme enseignant dans une école affiliée au Gouvernement d'unité nationale, est marqué par sa brutalité, la victime ayant été décapitée et sa tête exposée au public. Ce meurtre est condamné par la communauté internationale, notamment par les États-Unis.

## Contexte
Avant le déclenchement de la guerre civile en Birmanie, Saw Tun Moe a été enseignant privé à Magwe pendant 20 ans et directeur d'un internat. Après avoir participé aux manifestations contre le coup d'État de 2021 en Birmanie, Saw Tun Moe rejoint une école associée au gouvernement d'unité nationale anti-coup d'État dans le village de Thit Nyi Naung (en), dans le canton de Pauk (en), où il enseigne les mathématiques. Il enseigne également dans une autre école et participe à l'administration de Thit Nyi Naung. Au moment du meurtre, il a 46 ans.

## Meurtre
Le 16 octobre 2022, des soldats affiliés au Conseil administratif d'État entrent à Thit Nyi Naung dans le cadre d'une vaste campagne de ratissage dans toute la région, et enlèvent Saw Tun Moe à son école. Le lendemain, les villageois de Taung Myint (en), situé à 3 kilomètres de Thit Nyi Naung, remarquent que Saw Tun Moe a été amené dans le village avec environ 130 soldats de la Tatmadaw (forces armées birmanes) et des milices Pyusawhti (en) alliées. À ce moment-là, il a les mains liées dans le dos.
Après le départ des troupes de Taung Myint le 18 octobre 2022, les habitants constatent le meurtre de Saw Tun Moe. Après son assassinat, il est décapité et sa tête est placée sur le portail de son école. Trois doigts sont coupés à la base de sa main et placés entre ses jambes, et des affiches de campagne d'Aung San Suu Kyi sont apposées sur son corps. L'école elle-même est incendiée.

## Réactions
Ce meurtre attire l'attention sur le sujet des exécutions extrajudiciaires en Birmanie. Les États-Unis condamnent ce meurtre, le porte-parole du Département d'État, Ned Price (en), déclarant sur Twitter : "Nous sommes consternés par les informations selon lesquelles le régime militaire birman a arrêté, mutilé en public et décapité un enseignant dans la région de Magway. La violence brutale du régime, notamment contre les enseignants, exige une réponse ferme de la communauté internationale."
Après le meurtre, des membres des Forces de défense du peuple affiliées au NUG lancent deux frappes de drones contre la Tatmadaw, près des colonies de Hpayar Taung et Yae Pyar.